# Amizour
Amizour (en kabyle : Amiẓur / en tifinagh : ⴰⵎⵉⵣⵓⵔ / en arabe : أميزور), ou Oued Amizour, est une commune de la wilaya de Béjaïa en Petite-Kabylie, en Algérie, également chef-lieu de la daïra du même nom.

## Géographie

### Situation
Amizour est située en Kabylie à 24 km au sud-ouest de Béjaïa et à 232 km à l'est d'Alger.
| El Kseur | Oued Ghir | Tala Hamza |
| Semaoun  | Amalou    | Boukhelifa |
| Ferraoun | Barbacha  | Kendira    |

### Relief et géologie
La région de Oued Amizour est située dans la partie Nord de la vallée de la Soummam dans le secteur compris entre la ville de Oued Amizour et la rive occidentale du golfe de Béjaïa. Elle est caractérisée par le massif volcano- plutonique miocène d’Oued Amizour, qui fait partie des roches magmatiques tertiaires du pourtour méditerranéen ou plus précisément des Maghrébides. Le massif de Oued Amizour renferme un gisement à plomb-zinc d'importance mondiale avec des réserves présumés de 68,6 millions de tonnes.

### Climat
La ville d'Amizour connaît un climat méditerranéen avec des hivers secs et neigeux et des étés chauds et secs. Elle fait partie du bassin versant de l'Oued Soummam. 

### Lieux-dits, quartiers et hameaux

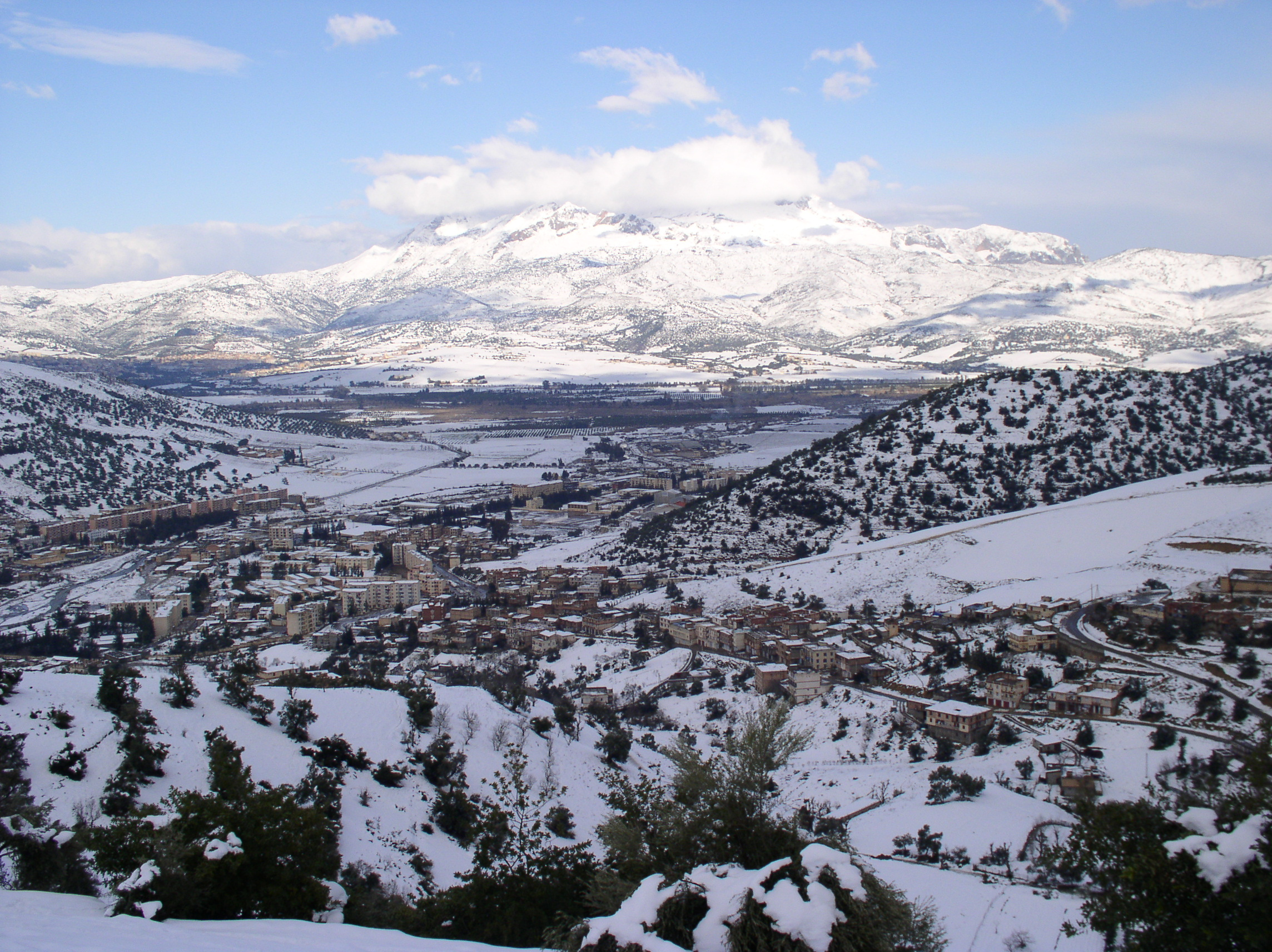
Amizour sous la neige.

Outre son chef-lieu Amizour-ville, la commune d'Amizour est composée à sa création des localités suivantes : Afra, Amalu, Leflih, At Yeḥya, Tazrut Ikharezène, Ferghine, Ikerkouchène, At El Kicher, Agemmun, Ibitoutène, Ihadjaren wadda, Ibezghichène, Iɣil Ibezghane, Ihedjrane wadda, Imaaziouène, Azru, Aït Mizi, Ibakuren, At Mana, Iferachène, At Imɛuc, Taḥemmamt, Ighil N'Chiha, Tizi Neftaḥ, Iɣil Iɛelwanen, Bu Wuccen, Tazrutt, Tarikt, Ouaoucha, Drari, Tagroudja, Lḥamma, Chelhab, Aregrag, Tassira, El A¨dja, Taddart Tameqqrant, Taguemount, Targa Ourirène, Boulazazène, Taououarzegnit, Tizi Wuccen, Takarabt, Berri, El Kitoun, Qsentina, Berdoune, Laazib Ihimiouene , Iheyounene , Ahamem, Tikheroubine, Sidi Abdelhadi, Buxalfa, Tazrou N'Zaïd, Ihedjarène Ufella, Merj waman, Boudjouad, Ighil Iferguène, Amayaz, Iḥerqan, Boudelsène, Debha, Tabouakt, Iqruren, laifa Yusef (nommée Cuyu), Boumeraou.ibakouren; adouar wezru n Becar, l'hama

## Histoire
Amizour, est une commune au passé riche, imprégnée d’histoire et de traditions berbères. Pendant la colonisation française, elle portait le nom de Colmar. Ce nom rendait hommage à la ville alsacienne de Colmar, reflétant la politique de francisation des toponymes en Algérie. Le village a été établi pour accueillir 23 familles alsaciennes et lorraines déplacées après l'annexion de l'Alsace-Lorraine par l'Empire allemand suite au traité de Francfort de 1871. Ce changement visait à effacer l'identité locale, mais les habitants ont continué à préserver leur langue et leurs coutumes. Après l’indépendance en 1962, la commune a retrouvé son nom originel, Amizour, issu du berbère « Am Azur », qui signifie « au milieu » ou « entre les rivières ». Amizour est également connue pour ses anciennes tribus telles que les Ith Saâda et son rôle actif dans la résistance à la colonisation. Aujourd’hui, elle est un centre rural dynamique, réputé pour son marché, ses terres agricoles fertiles et son attachement aux valeurs culturelles kabyles

Le berceau des événements de 2001
Le 21 avril 2001 vers 11h du matin, à peine quelques jours après le meurtre du lycéen Massinissa Guermah à At Douala (Tizi-Ouzou), les gendarmes de la brigade locale d'Amizour procédaient à l´arrestation de trois lycéens alors qu´ils se rendaient, en compagnie de leur enseignant, au stade communal pour une séance de sport. 
L´information s´était alors propagée telle une traînée de poudre aux quatre coins de la daïra d´Amizour. Les villageois ne tardèrent pas à rallier la ville d´Amizour où des émeutes éclataient pour se propager, dès le lendemain, aux autres localités embrasant toute la région de Basse-Kabylie. Ce qui semblait être un acte isolé de protestation est rapidement devenu une révolte collective, ce qui donnera naissance à une série de violentes émeutes et manifestations politiques partout en kabylie, appelé Le printemps noir (Tafsut Taberkant).

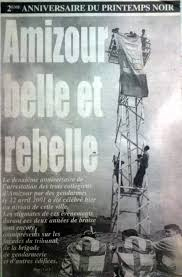
Amizour belle et rebelle

## Économie
Le  projet d'exploitation du gisement de zinc et de plomb situé dans le massif Oued Amizour fait l'objet de la signature d'un contrat, signé le 2 novembre 2024,  entre la joint-venture algéro-australienne Western Mediterranean Zinc (WMZ) et la société chinoise Sinosteel. Ce contrat comprend la réalisation de la mine de zinc et de plomb et la construction d'une usine de traitement. La mine d'Oued Amizour possède une réserve exploitable de 34 millions de tonnes. Des habitants d'Amizour s'opposent à l'exploitation de la mine pour des raisons écologiques,.

## Personnalités liées à Amizour

### Naissance
- Ramtane Lamamra (1952-), diplomate et homme politique
- Hakim Abbaci (1960-2013), peintre
- Fayza Lamari (1974-), handballeuse et femme d'affaires
- Yacine Amaouche (1979-), footballeur